# غاي أسولين
غاي أسولين (بالعبرية:גיא אסולין) (مواليد 9 أبريل 1991 في نهاريا في إسرائيل) لاعب كرة قدم إسرائيلي كان يلعب لصالح نادي برشلونة B الإسباني من 2003 حتى عام 2010 في مركز المهاجم .

## روابط خارجية
- غاي أسولين على موقع قاعدة بيانات كرة القدم.إي يو (الإنجليزية)
- غاي أسولين على موقع ناشيونال فوتبول تيمز (الإنجليزية)
- غاي أسولين على موقع Soccerbase.com (لاعب) (الإنجليزية)
- غاي أسولين على موقع Soccerway.com (الإنجليزية)
- غاي أسولين على موقع عالم كرة القدم.نت (الإنجليزية)